# Thomas Morell
Jan Thomas Morell, född 28 december 1957 i Skövde, är en svensk politiker (sverigedemokrat). Han är ordinarie riksdagsledamot sedan 2018, invald för Skåne läns norra och östra valkrets sedan 2022 (dessförinnan invald för Gävleborgs läns valkrets 2018–2022).
I riksdagen är Morell vice ordförande i trafikutskottet sedan 2022. Dessförinnan var han ledamot i samma utskott 2018–2022.